# Стівен Гардінер
Стівен Гардінер (англ. Steven Gardiner; нар. 12 вересня 1995) — багамський легкоатлет, який спеціалізується в бігу на короткі дистанції.

## Спортивні досягнення
Олімпійський чемпіон з бігу на 400 метрів.
Бронзовий олімпійський призер в естафетному бігу 4×400 метрів (2016). На Іграх-2016 також виступав у бігу на 400 метрів, проте зупинився на півфінальній стадії.
Чемпіон світу (2019) та срібний призер чемпіонату світу (2017) у бігу на 400 метрів.
Переможець Світових естафет ІААФ у змішаному естафетному бігу 4×400 метрів (2017).
Срібний призер Світових естафет ІААФ в естафетному бігу 4×400 метрів серед чоловічих команд (2015).
Багаторазовий чемпіон Багамських Островів у бігу на 400 метрів (2015, 2016, 2017, 2019, 2021) та в естафетному бігу 4×400 метрів (2021).
Рекордсмен світу в приміщенні з бігу на 300 метрів (31,56).
Рекордсмен Багамських Островів з легкої атлетики.